# Чарлс М. Шулц
Чарлс Монро Шулц ( 26. новембар 1922 – 12. фебруар 2000) био је амерички карикатуриста и идејни творац стрипа Кикирики, где су, поред осталих главни ликови Чарли Браун и Снупи. Сматра се да је један од најутицајнијих карикатуриста свих времена.
Светску славу је стекао серијалом под називом Кикирики, комичним стрипом који је излазио дневно, скоро пуних 50. година, почев од 2. октобра 1950. до 13. фебруара 2000.. Стрип се штампао у 75 земаља широм света и преведен је на 21 језик. Тачно 17.897 стрипова из серијала је одштампано за скоро 50 година објављивања.
Чарлс је инспирацију за ликове у стрипу налазио у свом животу, па је тако неке своје особине пренео на Чарлија Брауна, а особине неких људи из свог окружења на остале ликове у стрипу.
Дана 3. јануара, после пола века невероватног успеха је одлучио да оде у пензију и заврши стрип. То је урадио зато што, како је рекао, његова породица не жели да стрип наставља неко други. У свом последњем цртежу, Шулц је написао да је Кикирики био сан његовог живота. Умро је дан пре објављивања његовог последњег стрипа.
Носилац је бројних награда за поменути стрип, а једно од највећих признања је и звезда са његовим именом на холивудској стази славних.